# Tappara Tampere
Tappara Tampere – fiński klub hokejowy z siedzibą w Tampere, występujący w rozgrywkach Liiga.

## Dotychczasowe nazwy
- Tammerfors Bollklubb (1932–1955)
- Tappara (1955–)

## Sukcesy
- Puchar Finlandii: 1957
- Finał Pucharu Finlandii: 1964, 1966
- Złoty medal mistrzostw Finlandii: 1959, 1961, 1964, 1975, 1977, 1979, 1982, 1984, 1986, 1987, 1988, 2003, 2016, 2017, 2022
- Srebrny medal mistrzostw Finlandii: 1958, 1960, 1963, 1974, 1976, 1978, 1981, 2001, 2002, 2013, 2014, 2015, 2018
- Brązowy medal mistrzostw Finlandii: 1946, 1947, 1948, 1950, 1951, 1956, 1957, 1962, 1973, 1990, 2008, 2019
- Trofeum pamiątkowe Harry’ego Lindbladina – pierwsze miejsce w sezonie zasadniczym SM-liigi / Liigi: 1977, 1978, 1981, 1984, 1986, 2002, 2017, 2022
- Hopealuistin: 1988, 2001, 2020
- European Trophy: 2009 (turniej fiński)
- Finał Hokejowej Ligi Mistrzów: 2022

## Zawodnicy
Zastrzeżone numery
- 2 – Kalevi Numminen
- 3 – Pekka Marjamäki
- 7 – Timo Jutila
- 8 – Janne Ojanen
- 10 – Timo Susi